# Îlet Chancel
Îlet Chancel är en ö i Martinique.   Den ligger i den östra delen av Martinique, 22 km öster om huvudstaden Fort-de-France. Arean är 0,70 kvadratkilometer. Det är den största ön utanför Martiniques kust. På ön finns en koloni av den starkt hotade leguanarten Iguana delicatissima.